# Antilopa Saiga
Saiga (lat. Saiga tatarica) este o antilopă aflată în pericol de dispariție, care, inițial a populat o arie vastă a zonei de stepă eurasiatică de la poalele munților Carpați (în vest) și Caucaz (sud) până în Djungaria și Mongolia (est). A trăit și în America de Nord în timpul Pleistocenului. 
Subspecia S. t. Tatarica se găsește într-o singură locație din Rusia (stepele din regiunea de nord-vest a Câmpiei Caspice) și trei zone din Kazahstan (populații în Ural, Ustiurt și Betpak-Dala). O parte a populației din Ustiurt migrează ocazional spre sud în Uzbekistan și Turkmenistan, în timpul iernii. Specia a dispărut în China și sud-vestul Mongoliei.. Subspecia mongolă (S. t. Mongolica) se găsește doar în vestul Mongoliei. Unele surse consideră subspecia mongolă a fi o specie distinctă – Saiga mongolă (Borealis Saiga).
Saiga atrage atenția datorită ciudatului său nas lung și coroiat, în formă de trompă. Forma nasului adaptată la alergatul în viteză prin aerul înghețat al stepelor pe timp de iarnă. Având cavitatea nazală foarte mare, aerul este încălzit natural înainte de a pătrunde în plămâni. În acest fel, antilopele pot alerga în viteză mare o perioadă de timp suficient de lungă încât să scape de hăituiala lupilor. 
În prezent, mai supraviețuiesc doar cca. 50.000 de exemplare, din cele 4-5 milioane câte erau la nivelul anului 1900.

## În România și Republica Moldova

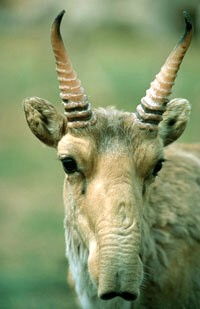
Fața distinctivă a antilopei

Acestă unică antilopă care a populat țările românești în evul mediu trăia în număr mare nu doar în câmpiile din Basarabia (Republica Moldova), Vaslui și Iași, ci și în Câmpia Bărăganului și stepele dobrogene. Mai multe documente din secolul al XVI-lea atesta că era vânată și în zona Bucureștiului. Animalul era binecunoscut îndeosebi în Moldova, unde vânătorii răzeși o denumeau neaoș, din tată-n fiu, drept "oaie sălbatică", ceea ce dovedește că erau familiari cu animalul în cauză, încă dinaite ca triburile tătărești, de la care antilopa moștenește denumirea de Saiga, să fi invadat țările române. 
Saiga a fost vânată intens în Basarabia/Moldova, astfel încât a dispărut definitiv aici în secolul al XVIII-lea. 

### Descrierea Moldovei
Dimitrie Cantemir descria astfel „oaia sălbatică” în Descriptio Moldaviae:
|  | Și așa îmi aduc aminte, că la noi sunt trei soiuri de oi, acele de munte, de Soroca și cele sălbatice [Saiga]; Decât acestea sunt mai cu mult deosebite oile cele sălbatice, care cu greu se vor găsi și pre la alte locuri. Buza lor cea deasupra spânzură în jos de două degete mari, pentru aceea sunt nevoite ca să pască mergând îndărăt; și grumazul lor este țapăn fără de încheetură, pentru aceea nu pot să-și întoarcă capul nici în dreapta, nici în stânga, și picioarele lor sunt scurte, însă atâta de grabnice, încât nici câinii când le gonesc mai nu pot să le ajungă; și adulmecarea lor este atâta de aspră, încât de o milă nemțească departe adulmecă pre vânătoriu, sau pre fiara care vine cu vântul asupra lor. Iară când vin asupra lor împotriva vântului, nu pot să-i adulmece până când le prind. |

## Galerie

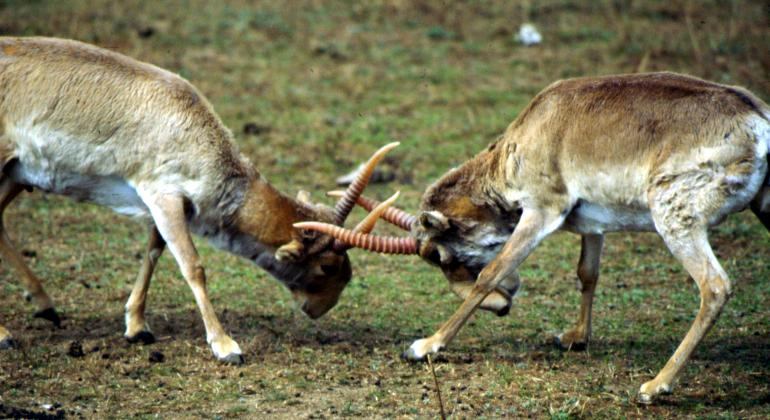
Luptă între masculi
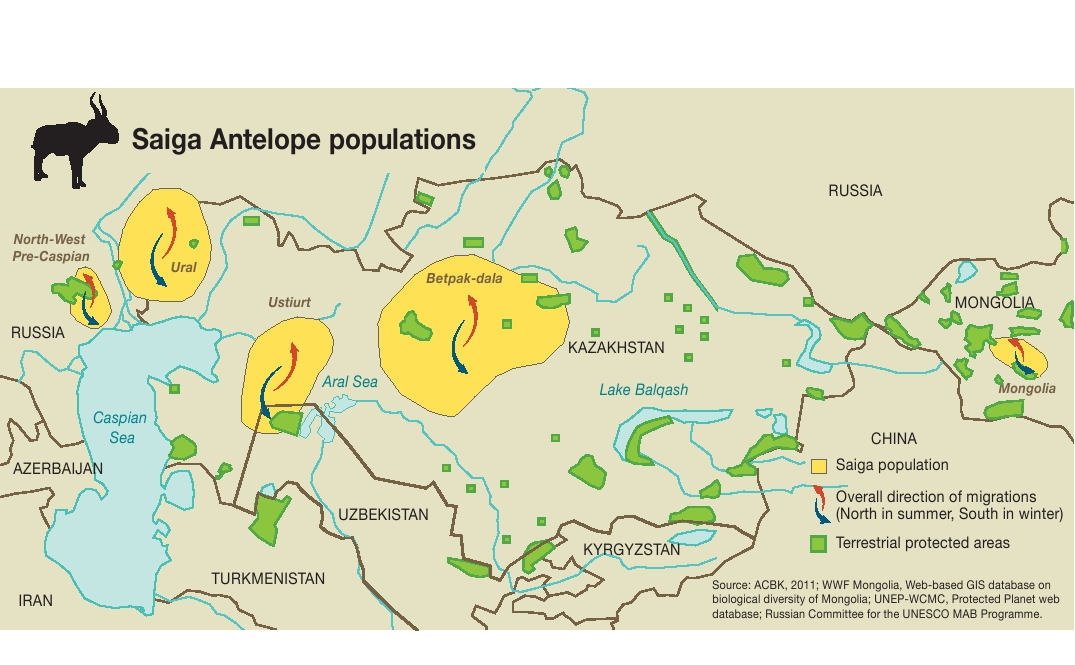
Areal
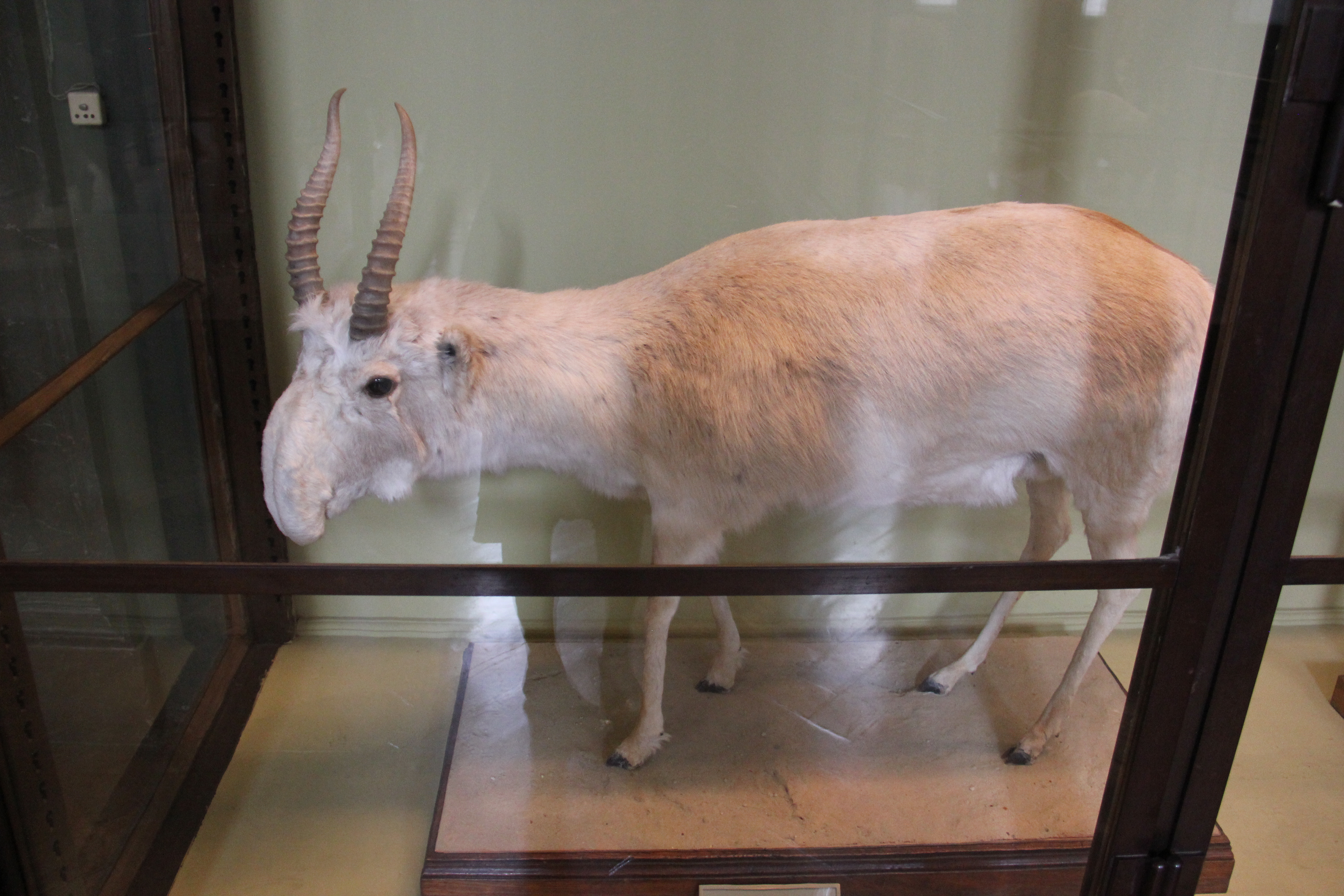
Antilopă împăiată muzeul istoriei naturale din Viena
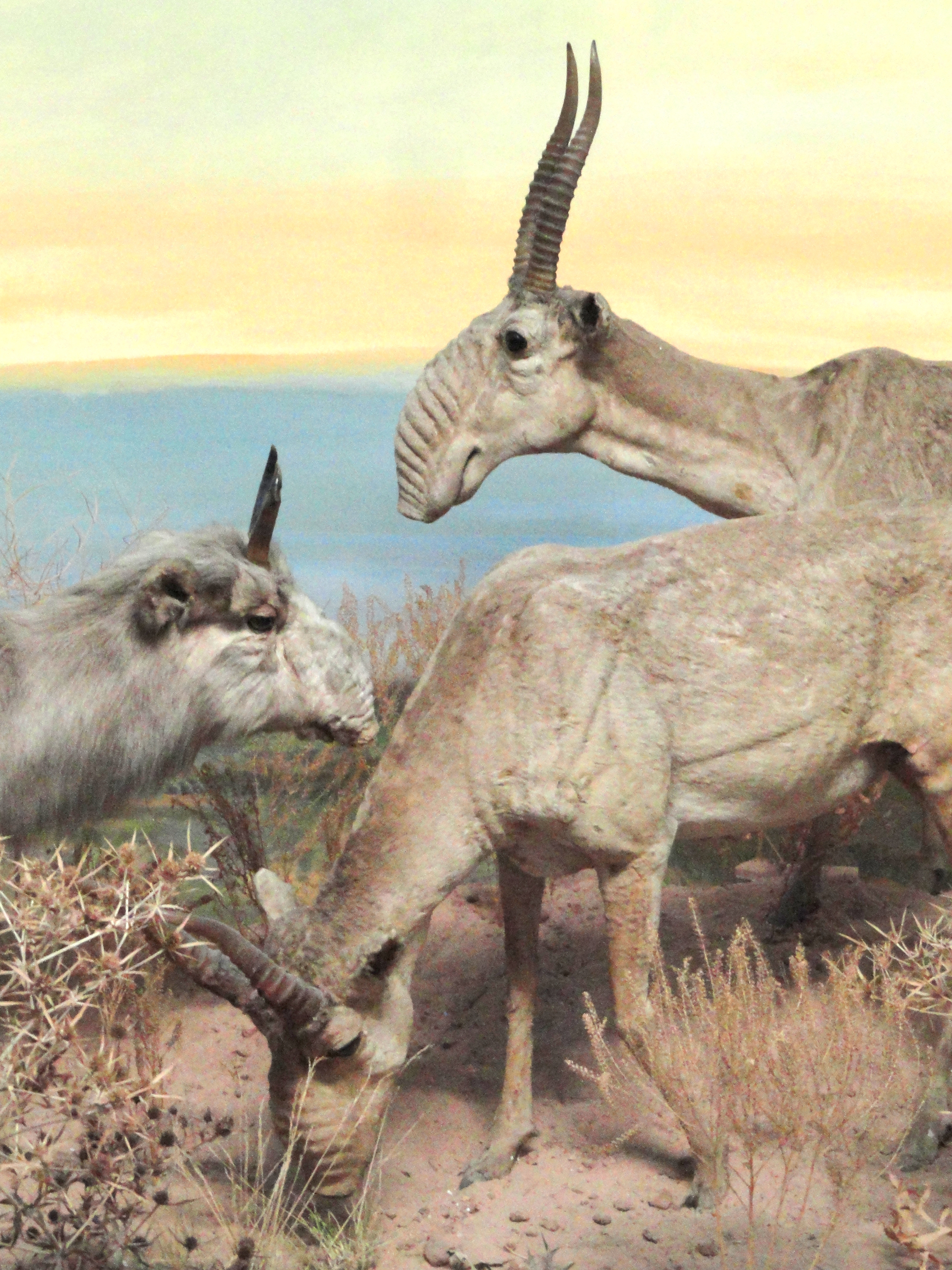
În muzeul naturii din Frankfurt pe Main
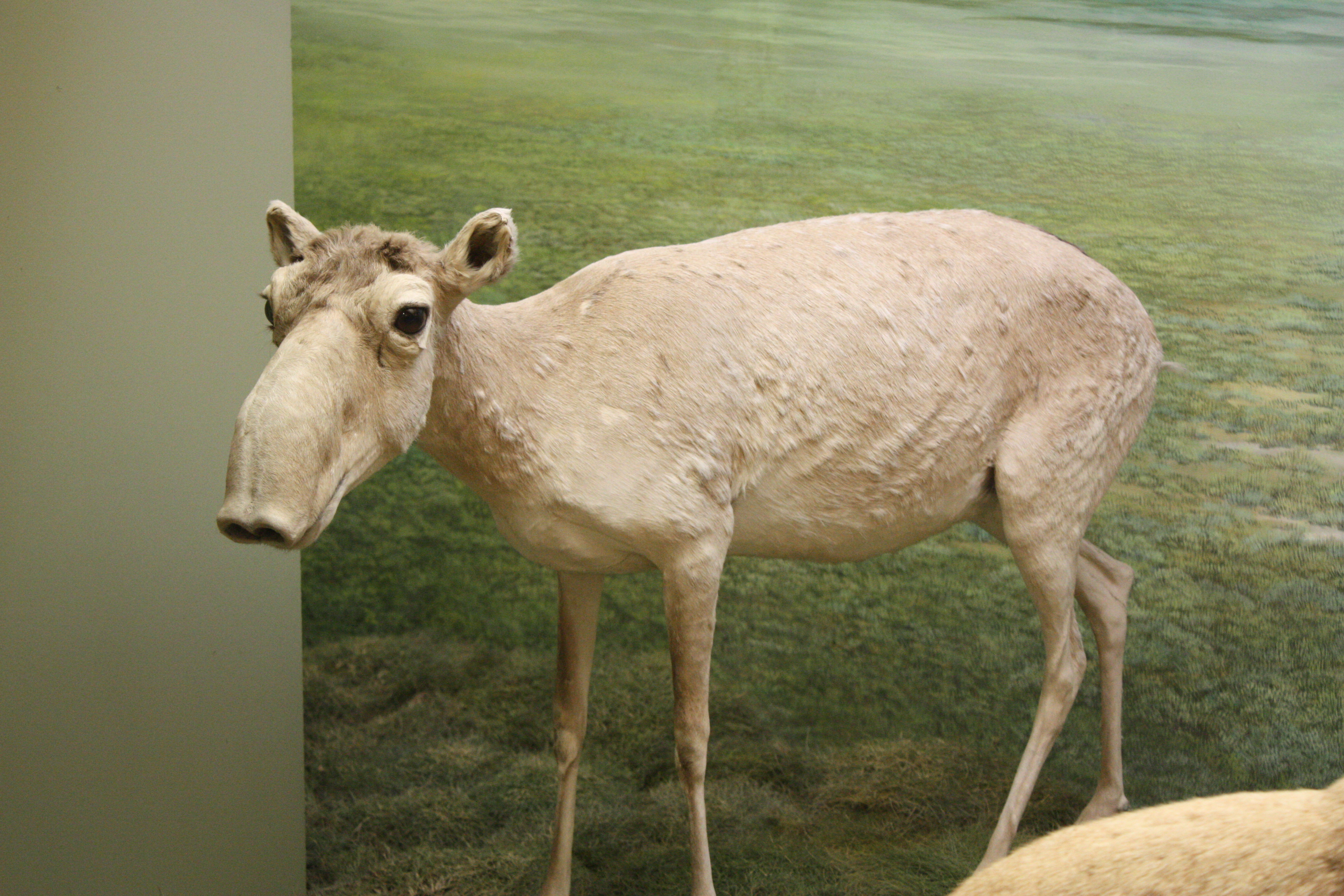
În Überseemuseum, Bremen

## Legături externe
- CMS Saiga Memorandum of Understanding
- Media despre Antilopa Saiga la ARKive
- ru  Information Support of Saiga Preservation Programs Arhivat în 3 decembrie 2021, la Wayback Machine.
- CIC – International Council for Game and Wildlife Conservation
- Saiga Conservation Alliance Arhivat în 22 martie 2019, la Wayback Machine.
- Ultimate Ungulate
- WWF species profile: Saiga antelope

## Vezi și
- Lista animalelor dispărute din România
- Lista animalelor dispărute din Republica Moldova